# Kent Records
Pour les articles homonymes, voir Kent (homonymie).
Kent Records est un label discographique indépendant américain, anciennement basé à Los Angeles, en Californie, actif entre 1958 et 1973.

## Histoire
À partir du 1957, la mode du rock 'n' roll auprès du public blanc commence à faire des ravages chez les petits labels indépendants spécialisés dans le blues et le rhythm and blues. Les frères Bihari, propriétaires de Modern Records, abandonnent la plupart de leurs filiales et prennent un nouveau départ en créant Kent Records en 1958, pour se concentrer sur les groupes vocaux en vogue à cette époque, et sur les productions de B. B. King, toujours populaire. Quand la maison mère fait faillite au milieu des années 1960, Kent est utilisé par les Bihari pour rééditer, sous forme de 33 tours leur catalogue, notamment les sessions de B.B. King.
Modern Records est relancé en 1964 avec des singles à succès des Ikettes.
Le label devient par la suite la propriété de Ace Records UK.

## Groupes et artistes
Ils comprennent B. B. King, Ike et Tina Turner, Lowell Fulson, Big Joe Turner, Tommy Youngblood, et Big Walter Horton.